# Tunápolis
Tunápolis är en kommun i Brasilien.   Den ligger i delstaten Santa Catarina, i den södra delen av landet, 1 400 km söder om huvudstaden Brasília. Antalet invånare är 4 633.
Omgivningarna runt Tunápolis är en mosaik av jordbruksmark och naturlig växtlighet. Runt Tunápolis är det ganska glesbefolkat, med 38 invånare per kvadratkilometer.